# Mixophyes fasciolatus
Mixophyes fasciolatus är en groddjursart som beskrevs av Günther 1864. Mixophyes fasciolatus ingår i släktet Mixophyes och familjen Myobatrachidae. IUCN kategoriserar arten globalt som livskraftig. Inga underarter finns listade i Catalogue of Life.